# Persone di nome Ivana
| Questa pagina contiene informazioni ricavate automaticamente dalle voci biografiche con l'ausilio del template Bio e di un bot. L'aggiornamento è periodico e automatico e ricostruisce completamente la pagina. Se manca una persona in questa lista, sei pregato di non aggiungerla, ma accertati piuttosto che la sua voce biografica contenga il template Bio e che i dati anagrafici siano correttamente compilati. Se il template Bio manca, inseriscilo tu stesso o, in alternativa, metti l'avviso {{tmp\|Bio}} che ne segnala la mancanza. Se i dati riportati sono sbagliati, correggi direttamente la voce biografica; le modifiche saranno visibili in questa lista entro pochi giorni. Per chiarimenti vedi il progetto antroponimi. La lista contiene solo le 67 persone che sono citate nell'enciclopedia e per le quali è stato implementato correttamente il template Bio. Pagina aggiornata al 6 ago 2025. |

Questa è una lista di persone presenti nell'enciclopedia che hanno il nome Ivana, suddivise per attività principale.

## Annunciatrici televisive(1)
- Ivana Ramella, annunciatrice televisiva e conduttrice televisiva italiana (Biella, n. 1942 - Biella, † 2024)

## Attrici(6)
- Ivana Baquero, attrice e modella spagnola (Barcellona, n. 1994)
- Ivana Korolová, attrice, doppiatrice e cantante ceca (Pardubice, n. 1988)
- Ivana Lotito, attrice italiana (Manfredonia, n. 1983)
- Ivana Miličević, attrice e ex modella bosniaca (Sarajevo, n. 1974)
- Ivana Monti, attrice italiana (Milano, n. 1947)
- Ivana Rumor, attrice, showgirl e circense italiana (Venezia, n. 1920 - † 1992)

## Calciatrici(2)
- Ivana Andrés, calciatrice spagnola (Aielo de Malferit, n. 1994)
- Ivana Rudelić, calciatrice tedesca (Wangen im Allgäu, n. 1992)

## Cantanti(4)
- Ivana Banfić, cantante e ballerina croata (Zagabria, n. 1969)
- Ivana Borgia, cantante e attrice italiana (Campi Salentina, n. 1948)
- Ivana Kovač, cantante croata (Zagabria, n. 1977)
- Vanna, cantante croata (Koprivnica, n. 1970)

## Cantautrici(1)
- Ivana Spagna, cantautrice italiana (Valeggio sul Mincio, n. 1954)

## Cestiste(16)
- Ivana Caldato, ex cestista italiana (Treviso, n. 1961)
- Ivana Dojkić, cestista croata (Fiume, n. 1997)
- Ivana Grubor, ex cestista serba (Novi Sad, n. 1984)
- Ivana Jakubcová, cestista slovacca (Bratislava, n. 1994)
- Ivana Jalčová, ex cestista slovacca (Košice, n. 1983)
- Ivana Kejvalová, ex cestista cecoslovacca (Jihlava, n. 1960)
- Ivana Kolínská, ex cestista cecoslovacca (Praga, n. 1950)
- Ivana Kotíková, ex cestista cecoslovacca (Hranice, n. 1965)
- Ivana Kuchařová, ex cestista e allenatrice di pallacanestro cecoslovacca (Praga, n. 1944)
- Ivana Matović, ex cestista serba (Šabac, n. 1983)
- Ivana Prettlová, ex cestista cecoslovacca (Domažlice, n. 1963)
- Ivana Raca, cestista serba (Larnaca, n. 1999)
- Ivana Tikvić, cestista croata (Zagabria, n. 1994)
- Ivana Třešňáková, ex cestista cecoslovacca (Praga, n. 1958)
- Ivana Večeřová, ex cestista ceca (Šumperk, n. 1979)
- Ivana Voračková, ex cestista ceca (Praga, n. 1979)

## Danzatrici(1)
- Ivana Gattei, ballerina italiana (Roma, n. 1929 - Roma, † 2018)

## Fondiste(1)
- Ivana Janečková, ex fondista ceca (Rychnov nad Kněžnou, n. 1984)

## Ginnaste(1)
- Ivana Hong, ex ginnasta statunitense (Worcester, n. 1992)

## Giornaliste(1)
- Ivana Vaccari, giornalista e telecronista sportiva italiana (Modena, n. 1954)

## Imprenditrici(1)
- Ivana Trump, imprenditrice, personaggio televisivo e scrittrice ceca (Gottwaldov, n. 1949 - New York, † 2022)

## Insegnanti(1)
- Ivana Chubbuck, insegnante statunitense

## Lunghiste(1)
- Ivana Španović, lunghista serba (Zrenjanin, n. 1990)

## Maratonete(1)
- Ivana Iozzia, maratoneta italiana (Como, n. 1973)

## Martelliste(1)
- Ivana Brkljačić, ex martellista croata (Villingen-Schwenningen, n. 1983)

## Modelle(2)
- Ivana Mrázová, modella e personaggio televisivo ceca (Vimperk, n. 1992)
- Ivana Stanković, modella serba (Belgrado, n. 1973)

## Organiste(1)
- Ivana Valotti, organista italiana

## Pallamaniste(1)
- Ivana Bazzano, ex pallamanista italiana (Siracusa, n. 1980)

## Pallavoliste(7)
- Ivana Bramborová, pallavolista slovacca (Žiar nad Hronom, n. 1985)
- Ivana Bulajić, pallavolista serba (Pančevo, n. 1991)
- Ivana Ðerisilo, pallavolista serba (Belgrado, n. 1983)
- Ivana Luković, pallavolista serba (Belgrado, n. 1992)
- Ivana Miloš, pallavolista croata (Fiume, n. 1986)
- Ivana Nešović, pallavolista serba (Belgrado, n. 1988)
- Ivana Vanjak, pallavolista tedesca (Francoforte sul Meno, n. 1995)

## Pesiste(1)
- Ivana Gallardo, pesista e discobola cilena (Osorno, n. 1993)

## Pittrici(1)
- Ivana Kobilca, pittrice slovena (Lubiana, n. 1861 - Lubiana, † 1926)

## Politiche(3)
- Ivana Bernini Lavezzo, politica italiana (Castelmassa, n. 1937 - Castelmassa, † 2017)
- Ivana Pellegatti, politica italiana (Ficarolo, n. 1948)
- Ivana Simeoni, politica italiana (Roccantica, n. 1950)

## Scenografe(1)
- Ivana Gargiulo, scenografa italiana (Napoli, n. 1972)

## Sciatrici alpine(1)
- Ivana Velesová, ex sciatrice alpina ceca (n. 1963)

## Scrittrici(3)
- Ivana Bodrožić, scrittrice e poetessa croata (Vukovar, n. 1982)
- Ivana Brlić-Mažuranić, scrittrice croata (Ogulin, n. 1874 - Zagabria, † 1938)
- Ivana Sajko, scrittrice, drammaturga e regista teatrale croata (Zagabria, n. 1975)

## Storiche dell'arte(1)
- Ivana Mononi, storica dell'arte e critica d'arte italiana (Venezia, n. 1929 - Monza, † 2022)

## Tenniste(5)
- Ivana Abramović, ex tennista croata (Zagabria, n. 1983)
- Ivana Corley, tennista statunitense (Albuquerque, n. 1999)
- Ivana Jorović, tennista serba (Čačak, n. 1997)
- Ivana Lisjak, tennista croata (Čakovec, n. 1987)
- Ivana Popovic, tennista australiana (Sydney, n. 2000)

## Tiratrici a segno(1)
- Ivana Maksimović, tiratrice a segno serba (Belgrado, n. 1990)